# Allotrichosiphum
Allotrichosiphum är ett släkte av insekter. Allotrichosiphum ingår i familjen långrörsbladlöss.
Kladogram enligt Catalogue of Life:
| Allotrichosiphum | \| \| Allotrichosiphum assamense \| \| \| \| \| \| Allotrichosiphum castanopse \| \| \| \| \| \| Allotrichosiphum cyclobalanopsidis \| \| \| \| \| \| Allotrichosiphum kashicola \| \| \| \| |
|                  | \| \| Allotrichosiphum assamense \| \| \| \| \| \| Allotrichosiphum castanopse \| \| \| \| \| \| Allotrichosiphum cyclobalanopsidis \| \| \| \| \| \| Allotrichosiphum kashicola \| \| \| \| |
|                  | Allotrichosiphum assamense |
|                  | |
|                  | Allotrichosiphum castanopse |
|                  | |
|                  | Allotrichosiphum cyclobalanopsidis |
|                  | |
|                  | Allotrichosiphum kashicola |
|                  | |